# 秦运彪
秦运彪（1974年8月—），男，汉族，广西全州人，中国人民公安大学治安系安全防范专业毕业，中华人民共和国政治人物，曾任中华人民共和国公安部刑事侦查局政委，北京市公安局党委副书记、副局长。
2024年12月31日秦运彪任北京市人民政府副市长、市公安局局长、督查长（兼），市委政法委副书记（兼）。